# NGC 7202
NGC 7202 је појединачна звезда у сазвежђу Јужна риба која се налази на NGC листи објеката дубоког неба.
Деклинација објекта је - 31° 13' 7" а ректасцензија 22h 6m 43,3s. Привидна величина (магнитуда) објекта NGC 7202 износи 12,9 а фотографска магнитуда 14,4.